# Landelijk gebied (Oud-Beijerland)
Landelijk gebied is de naam voor een gebied en buurt (buurt 13) in Oud-Beijerland, gemeente Hoeksche Waard, in de Nederlandse provincie Zuid-Holland. De buurt heeft een oppervlakte van 983 ha, waarvan 6 ha water. In het landelijk gebied is de buurtschap Vuurbaken te vinden. De buurt kent 60 huishoudens en heeft 155 inwoners (2013; 16 inw/km²)

## Straten
- Kwakscheweg
- 1e Kruisweg
- 2e Kruisweg
- Langeweg
- Plaatseweg
- Vuurbaken

Wijk 00: De Bosschen · De Hoogerwerf · Centrum-Noord · Centrum-Zuid · Croonenburghwijk · Landelijk gebied · Oosterse Gorzenwijk (Gorzenhoek) · Poortwijk (Poortwijk I, II en III) · Spuioeverwijk · Zeeheldenwijk · Zinkweg · Zoomwijck · Zuidwijk